# Церковь Святого Иосифа (Сингапур)

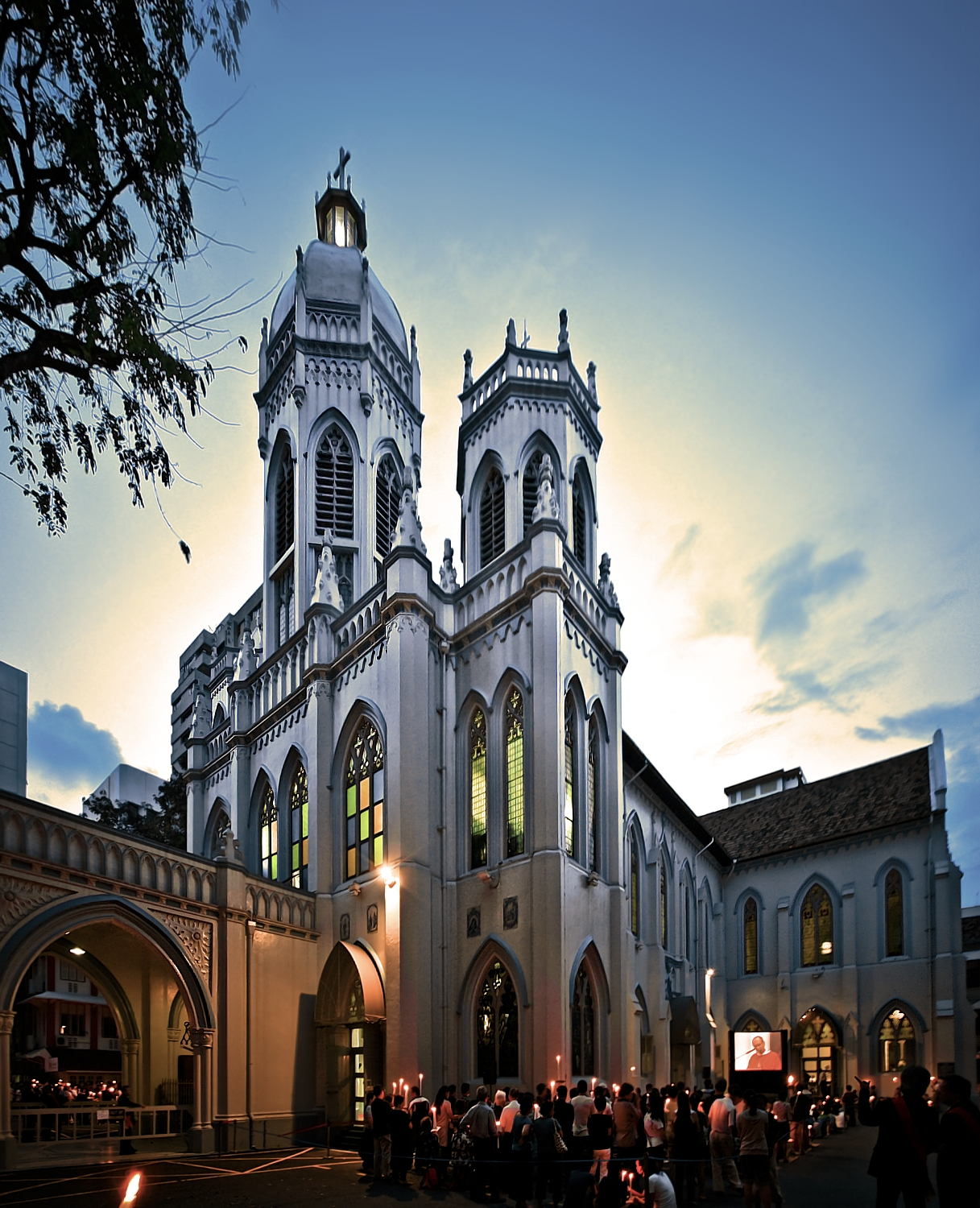
Церковь святого Иосифа во время процессии

Церковь Святого Иосифа  (кит.  圣约瑟 教堂) — католическая церковь, находящаяся в Сингапуре и расположенная на улице Victoria Street, в центральном районе города. 14 января 2005 года церковь святого Иосифа была объявлена национальным памятником Сингапура.

## История
Церковь святого Иосифа была построена в 1912 году на месте предшествующего одноимённого храма. История храма непосредственно связана с португальским католическим присутствием в Сингапуре. Глава португальской миссии священник Франциско да Силва Пинту, основавший ранее католическую миссию в Гоа, прибыл в Сингапур в 1826 году. В 1850 году он умер, оставив после себя купленный здесь земельный участок и денежные средства, на которые была построена первая португальская церковь святого Иосифа. Строительство этой церкви также спонсировал португальский король. Строительство первого храма святого Иосифа в Сингапуре было завершено в 1853 году. В 1906 году этот храм был разрушен. Строительство сегодняшнего храма святого Иосифа в Сингапуре было начато в 1909 году известной сингапурской строительной фирмой «Swan and MacLaren».
При церкви действует школа святого Антония Падуанского, открытая священником Хосе Педро Санта-Анна-да-Кунья в 1879 году. Первоначально эта школа носила имя святой Анны и находилась в небольшом доме недалеко от церкви святого Иосифа. В 1883 году школа переехала в другое помещение и в 1999 году была передана под попечение португальской католической миссии.
Приход церкви святого Иосифа известен в Сингапуре среди местных католиков своими традиционными ежегодными процессиями в Страстную Пятницу.

## Архитектура
Здание построено в готическом стиле и имеет форму латинского креста. Характерной особенностью церкви является центральная восьмиугольная башня, увенчанная куполом в окружении двух меньшего размера башен. В храме расположены витражи. В 1938, 1954, 1956 гг. к храму были пристроены новые помещения.

## Источник
- National Heritage Board (2002), Singapore’s 100 Historic Places, Archipelago Press, ISBN 981-4068-23-3
- Norman Edwards, Peter Keys (1996), Singapore — A Guide to Buildings, Streets, Places, Times Books International, ISBN 9971-65-231-5